# أمير آشور
نينوس دانخا ( ولد في بغداد ، العراق ) والمعروف باسمه الفني أمير آشور هو مغني بوب روك وفولك سويدي عراقي من أصل آشوري . 
هاجرت عائلته إلى السويد عندما كان عمره عامًا واحدًا وعاشوا في لينشوبينغ ، السويد .  اكتسب شهرته من خلال أغنيته المنفردة " What Ever You Want " التي صدرت عام 2009 على علامة Kning Disk ، ثم ألبومه الأول ، Missing Note ، الذي صدر في عام 2010 ، أيضًا على علامة Kning Disk والذي دخل المخططات في فنلندا . في أغنيته الثنائية اللغة " طليقة " ، غنى باللغتين الإنجليزية والآرامية. في عام 2014 ، أصدر ألبومه الثاني ، Changing Places ، على Soliti / Playground .

## الألبومات

### الألبومات
| سنة  | الألبوم       | موضع الذروة | موضع الذروة |
| سنة  | الألبوم       | السويد      | الزعنفة     |
| ---- | ------------- | ----------- | ----------- |
| 2010 | ملاحظة مفقودة | –           | 29          |
| 2014 | تغيير الأماكن | –           | 37          |

### أغاني فردية
| سنة  | أعزب              | موضع الذروة | موضع الذروة | الألبوم       |
| سنة  | أعزب              | السويد      | الزعنفة     | الألبوم       |
| ---- | ----------------- | ----------- | ----------- | ------------- |
| 2009 | "أياً كان ما تريد" | –           | 13          | ملاحظة مفقودة |
| 2013 | "أنيكا"           | –           | –           | تغيير الأماكن |

## روابط خارجية
- الموقع الرسمي
- فيسبوك